# ジョン・K・ラティマー
ジョン・キングズレー・ラティマー（John Kingsley Lattimer, MD、1914年10月14日 -  2007年5月10日）は、アメリカ合衆国の泌尿器科医である。リンカーン大統領暗殺事件とケネディ大統領暗殺事件に関する広範な研究を行い、米国政府に属さない医学者では初めて、ジョン・F・ケネディの暗殺に関する医学的証拠を調査した。
コロンビア大学で学び、長老派教会の泌尿器科医長となった後、コロンビア大学医学部の泌尿器科学科長を25年間務めた。生涯で375件の論文を書き、小児泌尿器学の分野を確立し、腎結核の治療法を開発した。

## 軍医として
第二次世界大戦中、ラティマーはアメリカ陸軍の軍医として活動し、ノルマンディー上陸作戦（D-デイ）の負傷者を現場で治療した。ジョージ・パットン将軍率いる第3軍に所属し、パットンのフランス横断作戦に参加した。パットンが初めてライン川を渡ったとき、橋の途中で立ち止まり、川に向かって小便をするのを目撃したという話を、ラティマーはよく語っていた。
1945年春、ラティマーはニュルンベルクの囚人兵舎に配属された。ここには、ヘルマン・ゲーリングらドイツの元高官がニュルンベルク裁判の間収容されていた。ニュルンベルク裁判では総医務官を務め、戦争犯罪被告の医療に対応した。ゲーリングは、死刑執行の直前に、隠し持っていた青酸カリのカプセルを噛んで独房で自殺し、ラティマーはニュルンベルク刑務所でゲーリングの遺体を見届けた。
ラティマーは、大佐の地位を得て退役した。
ラティマーはニュルンベルクでの経験をもとにして、1999年に"Hitler's Fatal Sickness and Other Secrets of the Nazi Leaders"（ヒトラーの致命的な病気とナチス指導者たちのその他の秘密）を執筆した。この本の中でラティマーは、ヒトラーがパーキンソン病の症状を呈しているという説を唱え、署名の劣化や、手の震えを防ぐために物を握りしめているヒトラーの写真などを例に挙げて実証している。さらにラティマーは、ヒトラーが自分の病気を知ったことが、1940年後半にドイツがイギリスへの攻撃を延期し、ロシアに注意を向ける要因になったと主張している。

## 泌尿器科医として
戦後、ラティマーは残りの人生のほとんどをコロンビア大学医学部で教え、教授を務めた後、1955年から1980年まで長老派教会の泌尿器科医長となった。
同病院は、1998年にニューヨーク病院と合併してニューヨーク長老派病院となった。同病院の泌尿器科医長は、ラティマーを記念して「ジョン・K・ラティマー泌尿器科教授」の肩書で呼ばれる 。
長老派病院でのラティマーの患者には、キャサリン・ヘプバーン、チャールズ・リンドバーグ、ドミトリー・ショスタコーヴィチ、イツァーク・パールマン、グレタ・ガルボなどがいた。

## ケネディ暗殺事件の調査
1972年、ケネディ家は、ケネディの検死で採取された証拠を調査する最初の民間専門家としてラティマーを選んだ。ラティマーは、ダラスのテキサス教科書倉庫からジョン・F・ケネディ大統領を射殺した狙撃手はリー・ハーヴェイ・オズワルドである可能性が高いことを証明するために、弾道などの研究を行った。ラティマーは、暗殺に使用されたのと同じ、イタリア・カルカノ製の6.5×52mmM91/38ボルトアクションライフルを使って、同じ射撃条件で8.3秒以内に狙い澄まして3発を撃つという、オズワルドの射撃のデモンストレーションを頻繁に行った。それによりラティマーは、オズワルドがそのような技量を発揮できたことを証明するつもりだった。ラティマーは、1980代後半になってもこの実演を続けていた。ラティマーはオズワルドの海兵隊における射撃記録を所有しており、これにより、オズワルドが優れた射撃能力を持っていたことが示されていると述べている。
1980年、ラティマーは"Kennedy and Lincoln: Medical & Ballistic Comparisons of Their Assassinations"（ケネディとリンカーン: その暗殺の医学的・弾道学的比較）を執筆した。この本では、リンカーンとケネディの暗殺事件を比較し、ウォーレン委員会の調査結果を支持した。 著書の中でラティマーは、死亡時のケネディ大統領が、腕が肘を伸ばして腕を内側に折りたたんだ「ソーバーン・ポジション」を示したのは、背骨に受けた銃創に対する神経学的反応であると説いた。

## 軍事アーティファクトのコレクション
ラティマーはニュージャージー州イングルウッドに住んでいた。30部屋ある自宅には、中世の鎧、独立戦争や南北戦争のライフルや剣、大量の大砲の弾、第二次世界大戦の機関銃、ドイツのルガー、アドルフ・ヒトラーの絵など、軍事関係の膨大なコレクションがあった。ラティマーは、ヘルマン・ゲーリングの下着やドイツ空軍の指輪など、ニュルンベルク裁判の被告の身の回りのものを盗んでいた。他に、ゲーリングが隠し持っていた2つの青酸カリのカプセルのうちの1つ（もう1つはゲーリングが使用した）、リンカーン大統領が銃殺された夜にフォード劇場で身につけていた血のついた首輪、ナポレオン・ボナパルトのものだとラティマーが主張する陰茎の一部なども所有していた。